# Šódžo kakumei Utena
Šódžo kakumei Utena (japonsky 少女革命ウテナ, v přibližném překladu Malá revolucionářka Utena) je manga od Čiho Saitó, podle níž vzniklo později anime režírované Kunihiko Ikuharou. Manga se začala vydávat v časopise Ciao od června 1996, anime bylo odvysíláno v roce 1997. Film Adolescence mokuširoku (japonsky 少女革命ウテナ～アドゥレセンス黙示録, Šódžo kakumei Utena – Aduresensu mokuširoku, v doslovném překladu Dospívající apokalypsa), měla v kinech premiéru v roce 1999. Manga se v polovině roku 1990 dočkala také muzikálové verze. Muzikál Comedie Musicale Utena la fillette révolutionnaire byl zinscenován ve stylu Takarazuky (všechny role jsou hrány ženami).
Manga sleduje příběh dospívající dívky Uteny Tendžó, která se chce stát princem. Musí však vyhrát řadu šermířských soubojů, aby získala ruku Anthy Himemiji, tajemné dívky známé jako „Nevěsta růže“, jež má „sílu změnit svět“.
Šódžo kakumei Utena získala široký ohlas u kritiků. Na motivy série vznikla řada médií, včetně light novel, videoher a muzikálu.

## Příběh
Po smrti svých rodičů dostala dospívající dívka Utena Tendžó od putujícího prince pečetní prsten s vyrytou růží. Princ slíbil Uteně, že se jednoho dne znovu setkají. Utenu jeho vznešené chování natolik inspiruje, že se rozhodne, že se stane sama princem.  
O několik let později zavede Utenu pátrání po princi na Akademii Ótori, kde se zapíše jako studentka. Utena je vtažena do turnaje šermířských soubojů se školní studentskou radou, jejíž členové nosí pečetní prsteny podobné jejímu. Vítězovi souboje náleží Anthy Himemija, tajemná dívka známá jako „Nevěsta růže“, jež má „sílu změnit svět“. Utena vychází ze souboje vítězně, je však nucena bránit svou pozici snoubenky Nevěsty růže, a proto se rozhodne v turnaji zůstat, aby ochránila Anthy před ostatními duelanty. Jak se Utena s Anthy sbližuje, dozvídá se, že je Anthy spojena s „Koncem světa“, tajemným organizátorem duelů.